# William Romeo Frías Bobadilla
William Romeo Frías Bobadilla (20 de junio de 1920 - 1 de mayo de 2019) fue un periodista, escritor y cronista de Progreso Yucatán.
Romeo Frías Bobadilla, nació el 20 de junio de 1920, hijo de los esposos Sixto Frías Bobadilla, decano de los reporteros en el Estado, y Asteria Baudelia Bobadilla Patrón.
Romeo Frías Bobadilla estuvo casado con de la señora Irma Elena Castillo Priego, con quien tuvo cuatro hijos: Romeo Antonio de Jesús, Irma Gloria Julieta, Jorge Alberto y Lila Rosa Frías Castillo.

## Reseña biográfica
Estudió en la Escuela de Aviación Civil “5 de Mayo”, de Puebla, y periodismo en la escuela Carlos Septién García, de la Ciudad de México. Inicio su carrera como cronista desde el 13 de marzo de 1932; y posteriormente como Corresponsal del Diario de Yucatán en Progreso, Corresponsal del Diario del Sureste, Novedades de Yucatán y Por Esto.

## Obra

### Libros

#### Narrativa
- Progreso y su Evolución (1957)
- Desplegando mis velas (1968)
- Un proyecto de Cien Años, El Puerto de Abrigo Yucalpetén (1970)
- Los Coleccionistas (1973)
- Municipio de Progreso historia de su cabecera (1976)
- Progreso y su Evolución (segundo tomo)(1984)
- Monografía Histórica, geográfica, marítima y cultural del puerto de Progreso de castro, Yucatán (1996)
- El Cráter Porteño: erupción de anécdotas, cuentos, puntadas, curiosidades y hechos históricos (2012)

## Premios
- Medalla al Periodismo Cultural (2012)[5]
- Premio al Mérito Académico de los Cronistas de Yucatán (2014)[6]